# Chloroclystis mansuela
Chloroclystis mansuela là một loài bướm đêm trong họ Geometridae.